# Nellie Cashman
Ellen Nellie Cashman (1845-4 de enero de 1925) fue una benefactora y empresaria irlandoestadounidense. Realizó labores de filantropía en diversas localidades del Oeste de Estados Unidos.

## Primeros años
Cashman nació en la localidad de Queenstown, República de Irlanda. En los años 1860 se mudó a los Estados Unidos junto a su madre y hermana Fannie, pues su padre había muerto en su infancia. Una vez allí trabajó en un hotel. Posteriormente la familia se trasladó a San Francisco. Tiempo después Fannie contrajo matrimonio, y Nellie se estableció en Nevada donde trabajó como cocinera en varios campamentos de mineros. En 1872 logró fundar una posada para gambusinos en Panaca Flat. Dos años después acompañó a un grupo de aventureros hacia la Columbia Británica, específicamente en Dease Lake. Allí se distinguió por liderar una partida de rescate en búsqueda de unos trabajadores que morían de escorbuto. A través de la nieve, y junto a seis hombres, completó una caminata de 77 días para atender a los enfermos.

## Estadía en Arizona

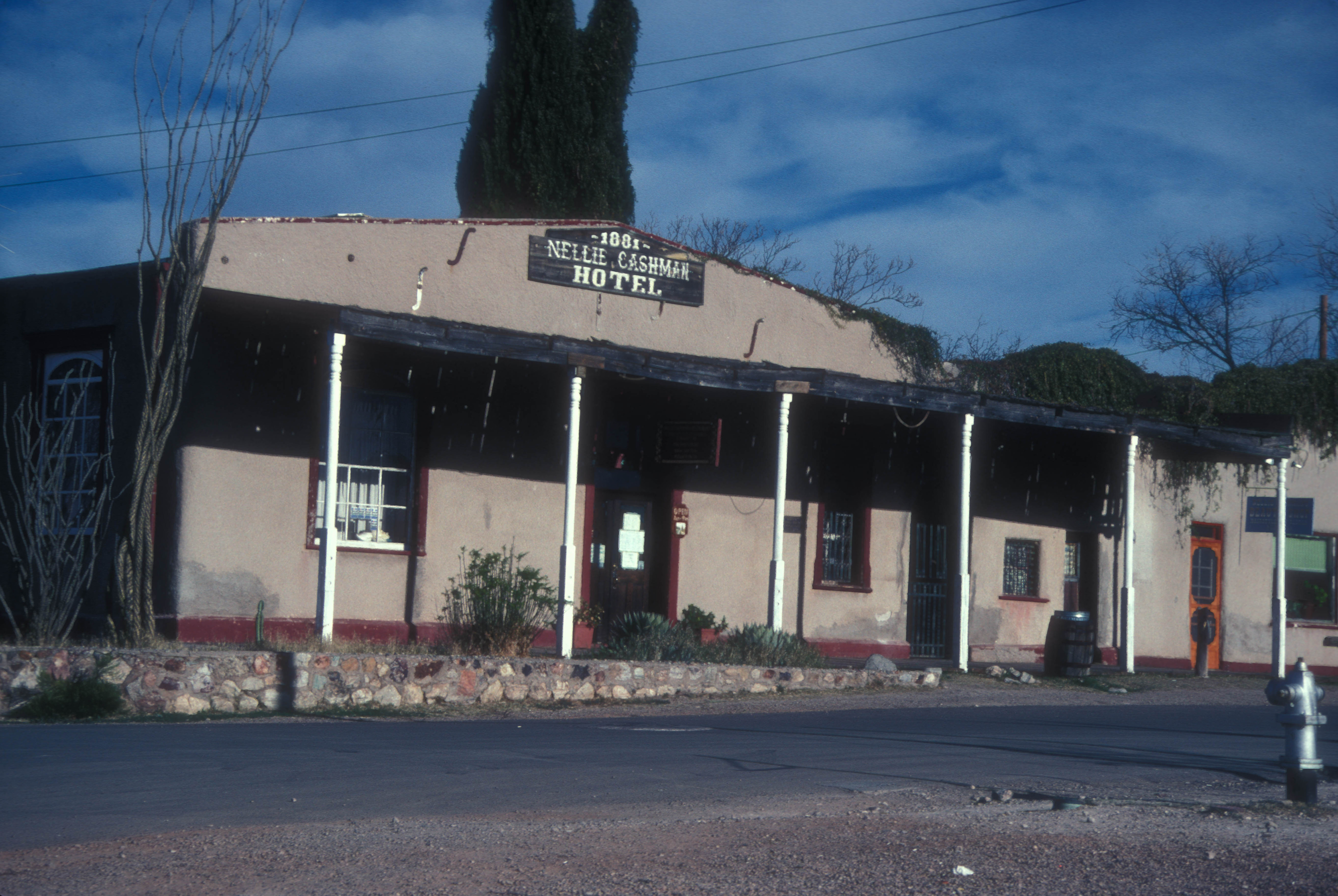
Cashman y su socio Joseph Pascholy eran copropietarios y administraban un restaurante y hotel en Tombstone llamado Russ House, hoy conocido como Nellie Cashman's. Imagen tomado en 2007.

En 1879 se dirigió a Tucson, Arizona, donde estableció el restaurante Delmonico, el primero en la localidad en ser propiedad de una mujer. El negocio alcanzó prestigio por la atención que brindaba a mineros desamparados. Debido al descubrimiento de plata en la zona del valle de San Pedro, se dirigió a Tombstone el año siguiente. Allí abrió el restaurante Russ House. En este poblado Cashman alcanzó una gran reputación como benefactora. Como devota católica, llegó a convencer a los propietarios de un saloon para prestar el local con el objetivo de desarrollar servicios religiosos los días domingo. Entre otras actividades, ayudó a recaudar fondos para el Ejército de Salvación y la Cruz Roja; además organizó asistencia a los desamparados, entre las que se encontraban las prostitutas de la localidad. Su generosidad llegó a tal punto que socorrió a un jefe de una compañía minera de ser linchado y, en otra oportunidad, impidió que la ejecución de unos delincuentes fuera presenciada por un frenético público que quería presenciar el ajusticiamiento al aire libre.

## Años postreros
Después la muerte de su hermana, debido a tuberculosis, tomó a su cargo sus cinco hijos huérfanos y les ayudó a educarse. Desde el año 1886 partió junto a los chicos y anduvo en diversas zonas del oeste del país en diferentes campos mineros. En 1898, Cashman se dirigió a Canadá en vista de la Fiebre del oro de Klondike; vivió en Dawson City y continuó con sus labores de ayuda y empresariales, pues en Alaska tuvo algunas minas a su nombre. Sus últimos años los pasó en Victoria, Columbia Británica, donde residió desde 1923. Nunca contrajo matrimonio. Entre otros epítetos, Nellie fue conocida como «ángel de la misericordia», «ángel de la frontera» o «ángel de Tombstone».    